# Malagueña (flamenco)
La malagueña è un palo del flamenco, facente parte della tradizione di Malaga, originaria dei cantes di Levante e dagli antichi fandangos malagueños. Si converte in stile flamenco nella prima metà del XIX secolo. Questo cante non ha un ballo proprio ma possiede un grande registro melodico. Si accompagna con la chitarra por arriba ed è un cante "ad libitum".

## Chitarra
Il suo accompagnamento di chitarra si realizza suonandola sempre por arriba e il suo tempo è ¾ andante ed espressivo. Tuttavia, non ha un ritmo esterno severo, perché il cantaor può allungare i tercios  a volontà e qualche volta rientra nel compás mentre altre volte lo anticipa. La chitarra ottiene molta complessità nel toque (tocco) nelle malagueñas, dovuto all'ampia gamma di arpeggi, tremoli ed altro. 
La malagueña si differenziò dal fandango locale perché il suo tocco si fa ogni volta più lento, sostenuto, conseguendo così una straordinaria ricchezza dinamica. Le note sono MI maggiore e FA maggiore, essendo la sua tonica LA minore.

## Cante
Il cante è molto compassato, melodioso e solenne che acquisì la categoriía di cante grande nelle voci di Enrique El Mellizo e Chacón.
Esistono diverse tipi di malagueñas, dovute alle creazioni individuali di una serie di interpreti tanto originari di Malaga, come nati in altri luoghi dell'Andalucía. 
Diego Clavel ha raccolto in un disco fino a quarantasette stili differenti di malagueña. È un cante con copla di quattro o cinque versi ottonari, che generalmente diventano sei per la ripetizione di qualcuno di essi.

## Interpreti
Alcuni considerano Juan Breva il creatore delle prime malagueñas sebbene altri considerino El Canario, poiché le malagueñas di Juan Breva sono un fandango "abandolao". Sono anche conosciute le malagueñas della Trini, quelle del Niño Tomares o quelle del maestro Ojana che sono differenti da quelle di Juan Breva. Allo stesso modo, i cantes per questo stile di Enrique el Mellizo, Fosforito el Viejo e Chacón, da dove si dice che sradicano le "malagueñas nuevas", suppongono un salto evolutivo rispetto a quelle delle figure citate precedentemente, che si raggruppano fra gli interpreti di quelle che hanno chiamate "malagueñas di transizione".
Alla fine degli anni 90 cominciò il risorgere delle malagueñas chiamate "Malagueñas de Fiesta" grazie al Concurso de Malagueñas, ora chiamato Memorial Jose María Alonso. Perciò si cominciò a creare nuove malagueñas sotto la norma di rispettare il ritmo e compás, per poter farle ballabili nei differenti gruppi di danza. Autore di varie "Malagueñas de Fiesta" di questa epoca è Pedro Soler.